# Ксавијер Гарсија
Ксавијер Гарсија Гадеа (шп. Xavier García Gadea; Барселона, 5. јануар 1984) шпанско-хрватски је ватерполиста. Игра на позицији центра.
Са репрезентацијом Шпаније је освојио сребрну медаљу на Светском првентву 2009. у Риму, бронзану медаљу на Светском првентву 2007. у Мелбурну и бронзану медаљу на Европском првенству у ватерполу 2006. у Београду.
Од 2016. наступа за ватерполо репрезентацију Хрватске.